# 106e bataillon de tirailleurs sénégalais
Le 106e bataillon de tirailleurs sénégalais (106e BTS) est un bataillon français des troupes coloniales.

## Création et différentes dénominations
- 16/08/1917: formation du 106e Bataillon de Tirailleurs Sénégalais à Fréjus avec des hommes en provenance du 75e (1 compagnie) et du 101e RTS (1 compagnie)
- 25/07/1918 : le bataillon reçoit 149 hommes en renfort du 72e BTS
- 07/08/1918 : le bataillon fournit des renforts aux :
  - 39e BTS (2 officiers, 200 hommes)
  - 44e BTS (4 officiers, 399 hommes)
  - 64e BTS (3 officiers, 200 hommes)
- 20/08/1918 : dissolution, les effectifs restant sont répartis entre les 44e et 72e BTS

## Chefs de corps
- 16/08/1917 : capitaine de Montrond
- 06/09/1917 : chef de Bataillon Jesson
- 24/09/1917 : capitaine de Montrond
- 13/12/1917 : chef de bataillon Changeur

## Historique des garnisons, combats et batailles du106eBTS
- 29/09/1917 : embarquement à destination d'Alger
- 03/10/1917 : débarquement à Alger
- 10/10/1917 : arrivée à Biskra
- 25/10/1917 : arrivée à Tolga
- 23/06/1918 : arrivée à Alger Agha
- 29/06/1918 : arrivée à Marseille
- 01/07/1918 : arrivée à Saint-Raphaël
- 10/07/1918 : à la suite d'une épidémie de grippe, le bataillon est consigné sanitaire
- 27/07/1918 : désigné pour partir en zone de combats, le bataillon arrive à Villeneuve la Guyard

### Sources et bibliographie
Mémoire des Hommes